# 上明大寺町
上明大寺町（かみみょうだいじちょう）は、愛知県岡崎市の町名である。現行行政地名は上明大寺町1丁目及び上明大寺町2丁目。

## 地理
岡崎市のやや南西、名鉄名古屋本線 東岡崎駅の北東に位置する。

## 世帯数と人口
2019年（令和元年）5月1日現在の世帯数と人口は以下の通りである。
| 町丁       | 世帯数 | 人口 |
| ---------- | ------ | ---- |
| 上明大寺町 | 19世帯 | 35人 |

### 人口の変遷
国勢調査による人口の推移
| 1995年（平成7年）  | 87人 | [ 6 ]  |  |
| 2000年（平成12年） | 81人 | [ 7 ]  |  |
| 2005年（平成17年） | 76人 | [ 8 ]  |  |
| 2010年（平成22年） | 79人 | [ 9 ]  |  |
| 2015年（平成27年） | 63人 | [ 10 ] |  |

## 学区
市立小・中学校に通う場合、学区は以下の通りとなる。
| 番・番地等 | 小学校             | 中学校             | 高等学校普通科 |
| ---------- | ------------------ | ------------------ | -------------- |
| 全域       | 岡崎市立三島小学校 | 岡崎市立竜海中学校 | 三河学区       |

## 歴史
額田郡明大寺村の一部を前身とする。明治時代初期には上明大寺村が存在していたが、1878年（明治11年）に合併し明大寺村の一部となっている。

### 沿革
- 1957年（昭和32年）11月15日 - 明大寺町の一部より、上明大寺町1～2丁目が成立[1]。

## 東岡崎駅周辺地区整備事業ならびに北東街区有効活用事業
2008年（平成20年）3月、岡崎市は「東岡崎駅周辺地区整備事業」の一環として東岡崎駅交通結節点整備基本計画を発表。駅を橋上化し、北口に、西側デッキと東側デッキの2つの構造をもつペデストリアンデッキを建設するというものであった。しかし地域住民や商店街の商人から、高架することにより圧迫感がある、駅前が暗くなるなどの意見が寄せられたため同計画は頓挫する。
2014年（平成26年）8月28日、市は、新しく建設された名鉄名古屋本線 東岡崎駅の東改札口から北東方面に向かうペデストリアンデッキを建設すると発表した。「明大寺交通広場」と名付けた広場には徳川家康の銅像を設置する。
市は明大寺交通広場に隣接する上明大寺町2丁目14番地の土地の再開発を目指し「北東街区有効活用事業」を計画。2016年（平成28年）3月28日に事業者募集を開始した。
2017年（平成29年）2月24日、北東街区の整備事業予定者が、岡崎信用金庫と岡崎ニューグランドホテルの地元企業2社を含むSPC（特別目的会社）に決定した。SPCの事業計画では、市が有償で貸し出す北東街区6,559平方メートル（市有地5,507平方メートル、民間所有地1,052平方メートル）に、客室110室を備える9階建てのホテル、コンビニエンスストアやレストランなどが入居する平屋と3階建ての店舗棟2棟、立体駐車場などが整備される。立体駐車場の1階部分に1,400台分の駐輪場が確保されるほか、北東街区の北側に明代橋公園（900平方メートル）の整備も盛り込まれる。SPCが初期投資として示した設計・建設費は約30億円。
2018年（平成30年）4月10日、北東街区有効活用事業の工事が起工。
2019年（平成31年）4月、複合商業施設の名称が「オト リバーサイドテラス」に決定。同施設は北店舗棟、南店舗棟、9階建てのビジネスホテル「グランドイン東岡崎」、駐車場の4棟で構成される。
同年6月1日に自転車駐輪場が、8月1日に原付バイク用駐輪場が、8月4日に自動車駐車場が供用開始した。9月8日にビジネスホテルが開業した。11月2日に「オト リバーサイドテラス」がオープンし、東岡崎駅との間のペデストリアンデッキも通行可能となった。徳川家康の銅像（銅像5.3メートル、台座4.2メートル）もあわせて公開された。

## 施設
- オト リバーサイドテラス
- 愛知県信用保証協会：西三河支店
  - 2020年（令和2年）2月に市内久後崎町から移転。オト リバーサイドテラスの隣接地に新築された5階建賃貸建物の1～4階に入居[29]。
- 岡崎警察署：明大寺交番

## ギャラリー
- 複合商業施設などが建つ前の敷地（2017年1月撮影）
- 建設中のペデストリアンデッキ（2018年11月撮影）
- 建設中のペデストリアンデッキ、複合施設（2019年5月撮影）
- 建設中のビジネスホテル、立体駐車場（2019年5月撮影）
- 完成したペデストリアンデッキ（2019年11月撮影）
- 完成したペデストリアンデッキ（2019年11月撮影）
- 名鉄名古屋本線踏切の北側にある六所神社の鳥居
- 愛知県信用保証協会西三河支店

## 交通
- 岡崎市道
  - 東岡崎駅前通り

## その他

### 日本郵便
- 郵便番号 : 444-0861[4]（集配局：岡崎郵便局[30]）。

## 参考資料
- 「角川日本地名大辞典」編纂委員会 編『角川日本地名大辞典 23 愛知県』角川書店、1989年3月8日。ISBN 4-04-001230-5。
- 有限会社平凡社地方資料センター 編『日本歴史地名大系第23巻 愛知県の地名』平凡社、1981年。ISBN 4-582-49023-9。
- 新編岡崎市史編さん委員会 編『新編岡崎市史 総集編 20』1993年。